# TL-1238
TL-1238（也称为）是一种含氮有机碘化合物，分子式C
14H
23IN
2O
2，属于氨基甲酸酯类乙酰胆碱酯酶抑制剂，结构上与新斯的明类似。